# بهرام آباد سفلي (مقاطعة دورود)
بهرام‌آباد سفلي (بالفارسية: بهرام‌آباد سفلی) هي قرية تقع في قسم جان الريفي (مقاطعة دورود) في إيران. يقدر عدد سكانها بـ 312 نسمة بحسب إحصاء 2016.